# Zonderikbeek
De Zonderikbeek, ook Roosterbeek genoemd in Zonhoven en Valdemer in Stokrooie, is een beek in de Belgische provincie Limburg en een zijrivier van de Demer. Een deel van de vallei is Europees beschermd als Natura 2000-gebied 'Valleien van de Laambeek, Zonderikbeek, Slangebeek en Roosterbeek met vijvergebieden en heiden'. Samen met onder meer de Laambeek, Mangelbeek en Slangbeek is ze een van de centrale waterlopen in De Wijers.

## Stroming
De Zonderikbeek ontspringt bij Zwartberg in Genk. Van hieruit stroomt ze via het domein Hengelhoef ten zuiden van Houthalen-Oost en onder de A2/E314 naar natuurgebied Teut in Zonhoven. Van hieruit vloeit ze verder richting het centrum van Zonhoven.
De beek werd vanaf de jaren 1960 in Zonhoven-Centrum ondergronds geleid. In 2024 werd in het kader van de vergroening van het dorpscentrum een deel van de Roosterbeek terug open gelegd.
Ze stroomt tussen de gehuchten Halveweg en Terdonk en vervolgens door natuurgebied Wijvenheide richting het Albertkanaal. Ze wordt onder dit kanaal geleid nabij de Olmenhoeve en loopt vervolgens ten zuiden van Stokrooie. Van in de beemden van de abdij van Herkenrode tot aan haar monding in de Demer op de grens met Kermt stroomt de beek verder als de Valdemer.
De Zonderikbeek stroomt door de Korenmolen en de Bookmolen, beide in Zonhoven.

## Bier
Het Zonderikbier is vernoemd naar deze beek. Het is een bier dat door de gemeente Zonhoven als streekproduct gepromoot wordt.

## Galerij

De Roosterbeek in natuurgebied Wijvenheide
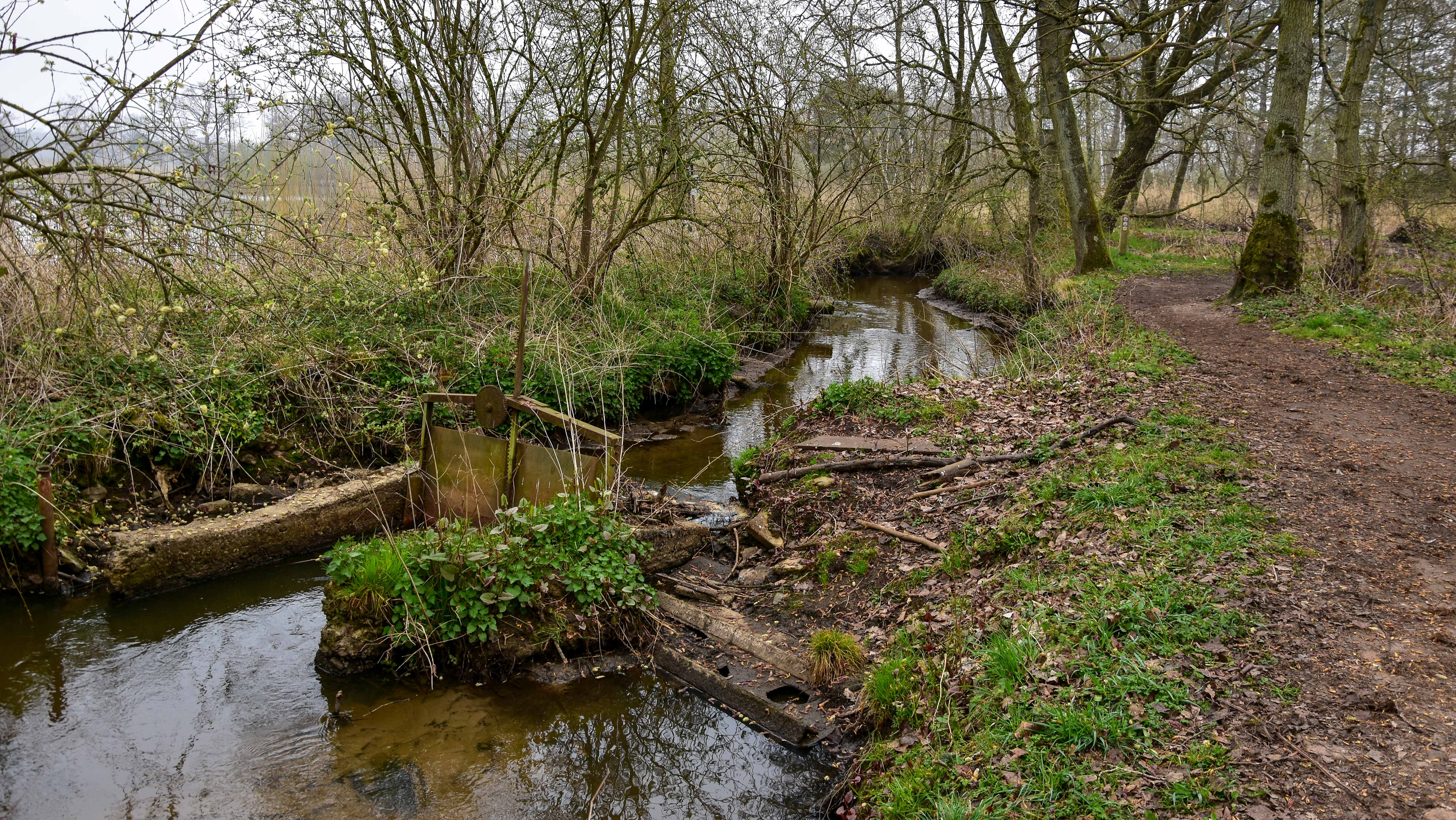
Oude stuw op de Roosterbeek
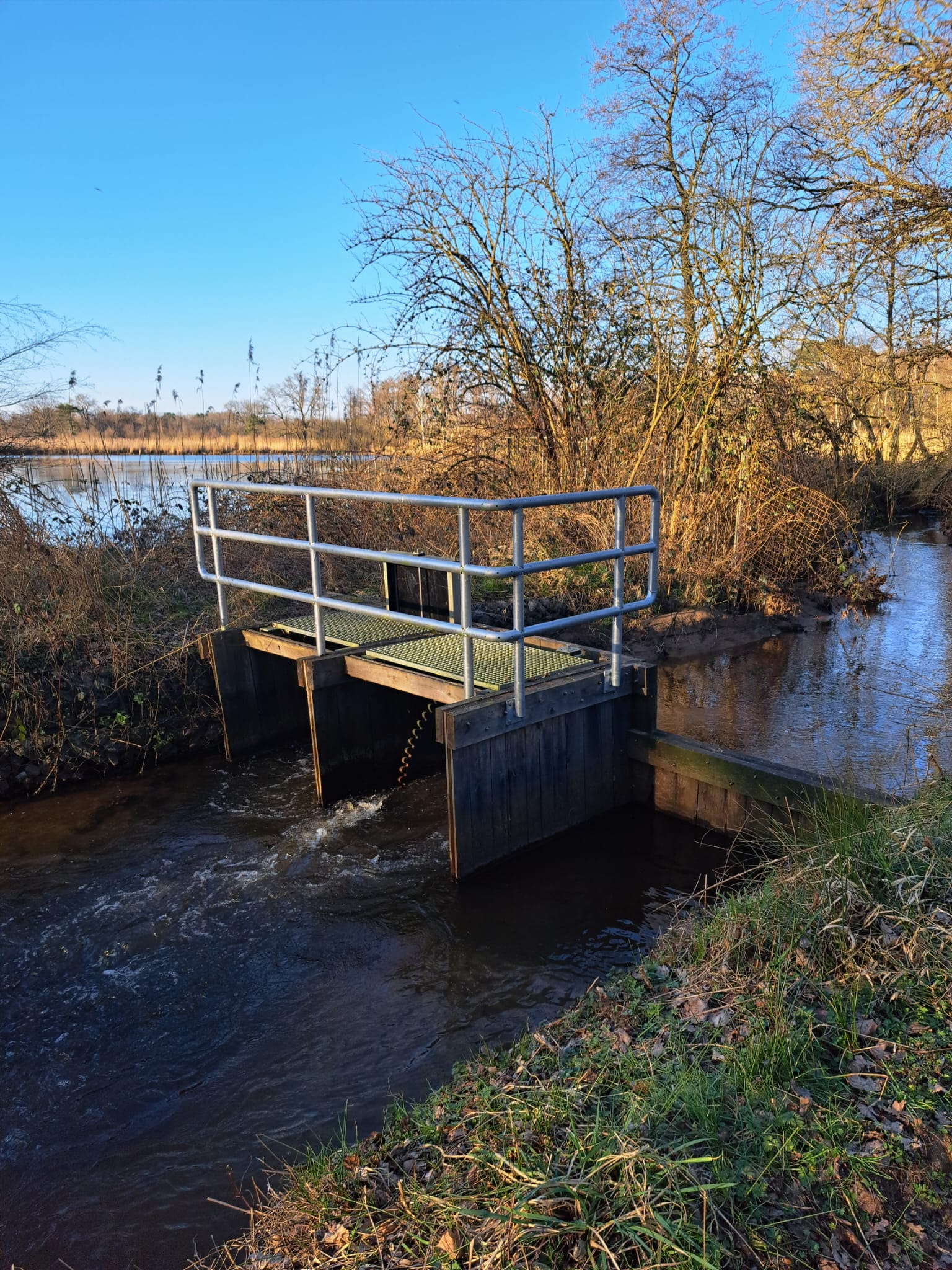
Nieuwe stuw op de Roosterbeek, geplaatst in 2023